# La veu de Mongòlia
La veu de Mongòlia (en mongol: Монголын дуу хоолой) és el servei de radiodifusió vers l'exterior de Mongòlia, integrat a la corporació МҮОНРТ - Mongolian National Broadcaster. Emet els seus programes en cinc llengües (mongol, japonès, xinès, anglès i rus). Fins a l'1 de gener de 1997 l'emissora s'anomenava Ràdio Ulaanbaatar.

## Història
Comença les transmissions a setembre de 1964, sota el nom de Ràdio Ulaanbaatar emetent un programa de mitja hora en idioma mongol i xinès amb senyals orientats cap a la Xina. En els anys següents, el servei exterior mongol amplià les llengües, hores i zones d'emissió. El servei en anglès de Ràdio Ulaanbaatar s'inicià el 29 de gener de 1965. Varen existir emissions en francès. Els programes en llengua japonesa començaren el dia 1 de gener de 1989, a petició dels oients japonesos.
Els programes en rus només poden escoltar-se mitjançant el pòdcast.

## Programació
Els programes ixen a antena dues vegades diàries, tenen una durada de mitja hora, i estan composts d'un resum informatiu a la primera part, un interludi de música, i una segona part dedicada a un tema en concret cada dia, que pot tocar qüestions d'actualitat, història i cultura del país, entrevistes, monogràfics, etcètera.
La pàgina web de l'emissora disposa dels programes per a poder ser descarregats.

## Dades tècniques
Totes les transmissions de La veu de Mongòlia són originades des del centre emissor de Khonkhor, situat a 25 quilòmetres a l'est de la capital del país. El centre emissor, de fabricació soviètica està dotat, amb un transmissor de 250 kW i antenes de cortina construïdes a mitjans dels anys seixanta per a les emissions d'ona curta; i per ona mitjana, empra un transmissor de 500 kW amb antenes no dirigides. A més dels senyals de La veu de Mongòlia, des d'aquest mateix centre emissor s'emet el primer programa domèstic de la ràdio pública de Mongòlia en ona llarga (164 kHz) i el 2n en ona curta (7260 kHz).
Les transmissions enfocades cap Àsia oriental poden ser rebudes a Sud-amèrica, i les que són dirigides cap a l'Índic, si la propagació és propícia, poden ser captades a Europa i Àfrica del sud.
El següent esquema de transmissions és vàlid des d'abril fins a octubre de 2019.
| hora UTC  | freqüència | potència | àzimut | destí          | idioma  |
| --------- | ---------- | -------- | ------ | -------------- | ------- |
| 0900-0930 | 12085 kHz  | 250 kW   | 178º   | Àsia i l'Índic | anglès  |
| 0930-1000 | 12085 kHz  | 250 kW   | 116º   | Àsia oriental  | mongol  |
| 1000-1030 | 12085 kHz  | 250 kW   | 116º   | Àsia oriental  | xinès   |
| 1030-1100 | 12085 kHz  | 250 kW   | 116º   | Àsia oriental  | japonès |
| 1400-1430 | 12015 kHz  | 250 kW   | 178º   | Àsia i l'Índic | xinès   |
| 1430-1500 | 12015 kHz  | 250 kW   | 178º   | Àsia i l'Índic | mongol  |
| 1500-1530 | 12015 kHz  | 250 kW   | 116º   | Àsia oriental  | japonès |
| 1530-1600 | 12015 kHz  | 250 kW   | 116º   | Àsia oriental  | anglès  |
| 0830-0900 | 990 kHz    | 500 kW   | N/D    | Àsia           | mongol  |
| 0900-0930 | 990 kHz    | 500 kW   | N/D    | Àsia           | xinès   |
| 1000-1030 | 990 kHz    | 500 kW   | N/D    | Àsia           | mongol  |
| 1030-1100 | 990 kHz    | 500 kW   | N/D    | Àsia           | xinès   |